# Cerebratulus velatus
Cerebratulus velatus är en djurart som tillhör fylumet slemmaskar, och som beskrevs av Louis Joubin 1905. Cerebratulus velatus ingår i släktet fläsknemertiner, och familjen Cerebratulidae. Inga underarter finns listade i Catalogue of Life.